# Sophus Lie
Marius Sophus Lie (vyslovuje se [li:]) (17. prosince 1842 Nordfjordeid – 18. února 1899 Kristiania) byl norský matematik. Vytvořil převážnou část teorie spojité symetrie a využil ji ke studiu geometrie a diferenciálních rovnic.

## Biografie
Svou první matematickou práci vydal v roce 1869. Ve stejném roce získal stipendium a odcestoval do Berlína, kde zůstal do února 1870. Poté odcestoval do Paříže. V červenci 1870 chtěl odjet do Milána, ale ve Fontainebleau byl zatčen kvůli podezření, že je německým špionem. O měsíc později byl propuštěn.
V roce 1871 získal Ph.D. na Univerzitě v Christianie (dnešní Oslo). V roce 1886 se stal profesorem na Lipské univerzitě. V roce 1898 na místo rezignoval a vrátil se do Norska.
Byl členem Francouzské akademie věd a zahraničním členem Královské společnosti a Národní akademie věd Spojených států amerických.
V roce 1874 si vzal Annu Birch, s kterou měl tři děti. Zemřel ve věku 56 let na zhoubnou chudokrevnost.